# STS-128
STS-128 byla mise raketoplánu Discovery k Mezinárodní vesmírné stanici (ISS). Na stanici raketoplán dopravil víceúčelový logistický modul (MPLM) Leonardo se zásobami. Modul obsahoval např. 3 skříně s experimenty, obytnou buňku pro modul Kibó, běhací dráhu C.O.L.B.E.R.T. a systém pro čistění atmosféry ARS (Atmospheric Revitalization System). Během letu se uskutečnily celkem 3 výstupy do kosmu (EVA). Náplní výstupů byla především výměna amoniakové nádrže ATA (Ammonia Tank Assembly) a sejmutí vnějších experimentů EuTEF a MISSE z modulu Columbus.

## Posádka
- Frederick Wilford Sturckow (4) – velitel
- Kevin A. Ford (1) – pilot
- Patrick Graham Forrester (3) – letový specialista 1
- José Moreno Hernández (1) – letový specialista 2
- Christer Fuglesang (2) – letový specialista 3 (ESA)
- John D. Olivas (2) – letový specialista 4

### Nový člen posádky ISS (Expedice 20)
- Nicole P. Stottová (1) – palubní inženýr na ISS

### Vracející se člen posádky ISS (Expedice 20)
- Timothy Kopra (1) – palubní inženýr na ISS

V závorkách je uveden dosavadní počet letů do vesmíru včetně této mise.

## Průběh letu

### 1. letový den – Start (29. srpna 2009)
Podle původního plánu měl raketoplán Discovery vzlétnout 25. srpna 2009. Po několikadenním odkladu (nejprve kvůli bouřkám, později pro potíže s ventily hlavní nádrže ET) úspěšně odstartoval 29. srpna 2009 ve 3:59 UTC.

### 2. letový den – Kontrola tepelné ochrany raketoplánu (30.srpna 2009)
Posádka provedla standardní kontrolu tepelné ochrany raketoplánu pomocí senzorů OBSS (Orbiter Boom Sensor System).

### 3. letový den – Připojení ke stanici ISS (31.srpna 2009)
V pondělí ráno 31. srpna 2009 se raketoplán připojil k Mezinárodní vesmírné stanici (ISS). Při přibližování nebylo možno kvůli poruše použít jemnější manévrovací motorky typu „vernier“, ale velitel lodě Rick Sturckow musel poprvé v historii raketoplánů využít pro připojení trochu silnější a hrubší standardní manévrovací motorky RCS (Reaction Control System).Krátce po vstupu na stanici se Nicole Stottová stala oficiálně členem dlouhodobé posádky Expedice 20, Tim Kopra naopak své působení na ISS skončil a vrátil se na Zemi v Discovery STS-128. Modul MPLM Leonardo byl dočasně připojen k ISS v pondělí 31. srpna 2009. V jeho útrobách bylo cca 6800 kg nákladu, který kosmonauté postupně přenesli do stanice. Šlo například o dvě skříně s experimenty, laboratorní mrazák pro uchovávání vzorků, jednu spací kóji pro člena dlouhodobé posádky, nový systém pro čištění atmosféry a běhací dráhu C.O.L.B.E.R.T.

### 4. letový den – Výstup EVA-1 (1. září 2009)
Při prvním výstupu do volného prostoru (EVA-1) v noci z 1. na 2. září 2009 Olivas a Stottová demontovali starou nádrž ATA (o hmotnosti cca 600 kg) z hlavního nosníku stanice a umístili ji na dva dny na konec staničního manipulátoru SSRMS. Následně sejmuli z modulu Columbus experiment EuTEF (European Technology Exposure Facility) a dvě desky MISSE (Materials International Space Station Experiment). První výstup trval 6 hodin a 35 minut.

### 5. letový den – Přenášení nákladu (2. září 2009)
Pátý letový den (2. – 3. září 2009) byl téměř celý věnován přenášení nákladu mezi modulem MPLM a ISS. Byla také plně zprovozněna nová spací kóje v modulu Kibó pro jednoho člena dlouhodobé posádky.

### 6. letový den – Výstup EVA-2 (3. září 2009)
Druhého výstupu (EVA-2) se 3. – 4. září 2009 zúčastnili Fuglesang a Olivas. Během výstupu především namontovali novou(plnou) nádrž ATA (Ammonia Tank Assembly) na staniční nosník P1 a starou nádrž, která byla od EVA-1 umístěna na manipulátoru SSRMS, upevnili do nákladového prostoru raketoplánu k dopravě na Zemi (po naplnění má být stará ATA v roce 2010 opět dopravena k ISS a namontována na nosník S1). EVA-2 trvala 6 hodin a 39 minut.

### 7. letový den – Přenášení nákladu (4. února 2010)
Sedmý letový den (4. – 5. září 2009) byl trochu volnější. Posádka STS-128 měla půl dne volna a pak pokračovala v přenášení nákladu z modulu Leonardo. Během dne také proběhla společná tisková konference obou posádek na ISS.

### 8. letový den – Výstup EVA-3 (5. září 2010)
Poslední plánovaný výstup (EVA-3) proběhl 5. – 6. září 2009. Olivas a Fuglesang postupně vyklopili konstrukci PAS (Payload Attachment System) na nosníku S3, vyměnili porouchanou jednotku RGA-2 (Rate Gyro Assembly 2), nainstalovali dvě GPS antény, vyměnili jistič RPCM (Remote Power Control Module) na nosníku S0 a připravili kabeláž na povrchu stanice pro budoucí připojení modulu Tranquility (Node 3/Cupola) v roce 2010. Kosmonautům se nepodařilo zapojit jeden konektor v kabeláži a tak ho zatím jen překryli tepelnou izolací a ponechali zapojení na některou budoucí misi. Výstup trval 7 hodin a 1 minutu.

### 9. letový den – Odpojení modulu Leonardo a odlet raketoplánu od stanice (8.září 2009 )
Po dokončení přenášení nákladu byl v úterý 8. září 2009 brzy ráno modul Leonardo pomocí manipulátoru SSRMS přenesen zpět do nákladového prostoru raketoplánu a pak už se obě posádky rozloučily a uzavřely průlezy mezi raketoplánem a stanicí.
K vlastnímu odpojení a odletu raketoplánu od ISS došlo 8. září 2009 v 19:26 UTC. Ještě tentýž letový den posádka provedla závěrečnou kontrolu stavu tepelné ochrany raketoplánu pomocí OBSS (Orbiter Boom Sensor System).

### 10.–13. letový den – (9.–11. září 2009)
Raketoplán se samostatně pohyboval po oběžné dráze a byly provedeny přípravy na přistání.

### 14. letový den – Přistání na Edwards AFB (12. září 2009)
Kvůli nestabilnímu počasí na Floridě přistál raketoplán Discovery STS-128 na kalifornské základně Edwards dne 12. září 2009 v 0:53 UTC po 14denní misi.